# Alkhon
Les Alkhon (bactrien : αλχοννο, alkhonno), Alxon (-xon/-khon signifiant probablement Hun), Alchon, Alakhana ou Walxon, dénommés ainsi d'après le terme (αλχοννο alkhonno) apparaissant sur leur monnaie, parfois aussi appelés Huns iraniens, sont un peuple Hun. Ils ont remplacé au IVe siècle  le Royaume kidarite dans une zone géographique correspondant au Nord-Ouest de l'Inde actuelle, au Nord du Pakistan et à l'Afghanistan et ont disparu politiquement au VIe siècle.

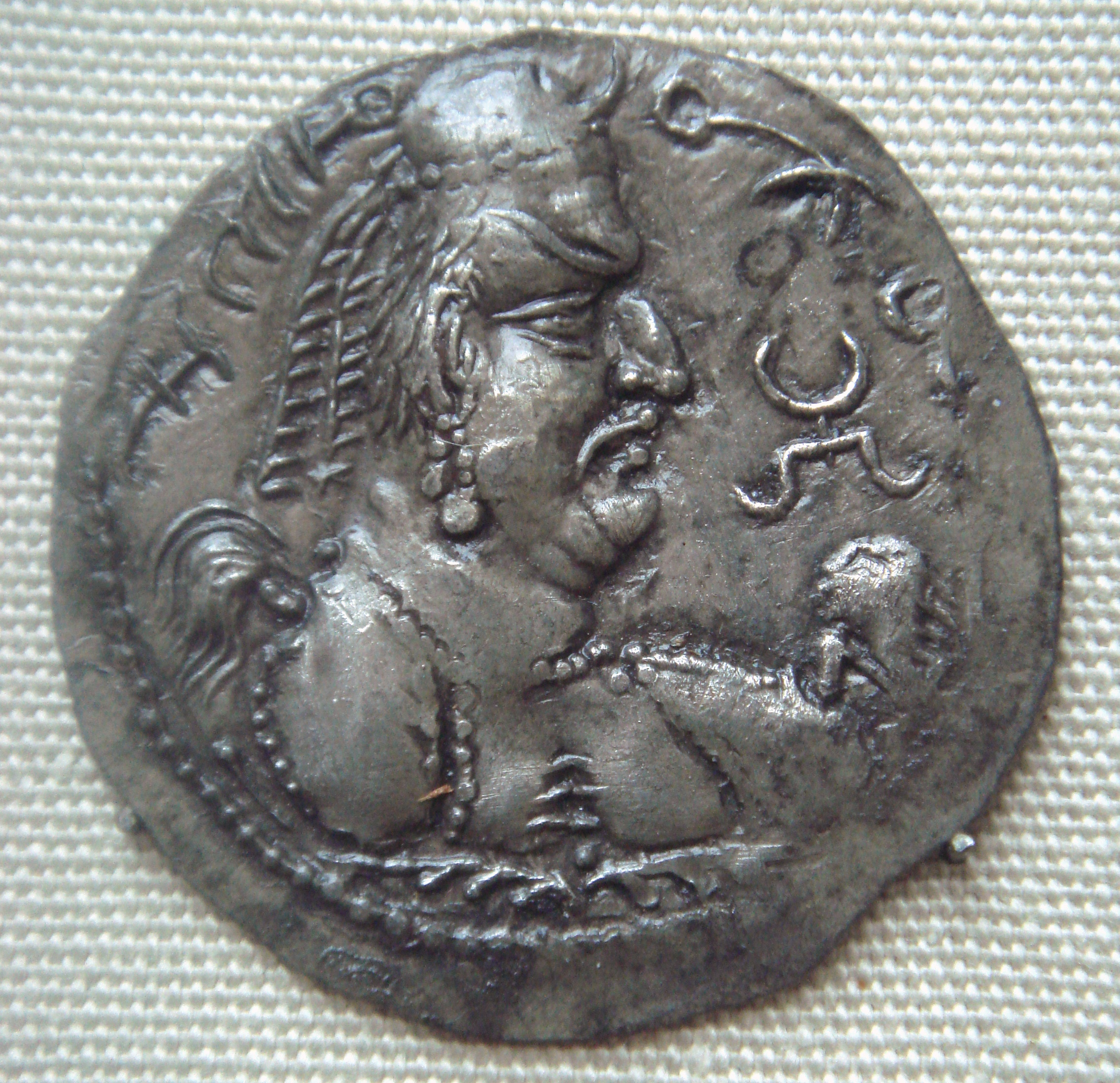
Drachme d'argent du souverain Alkhon / Hun Khiṇgila (vers 430-480)
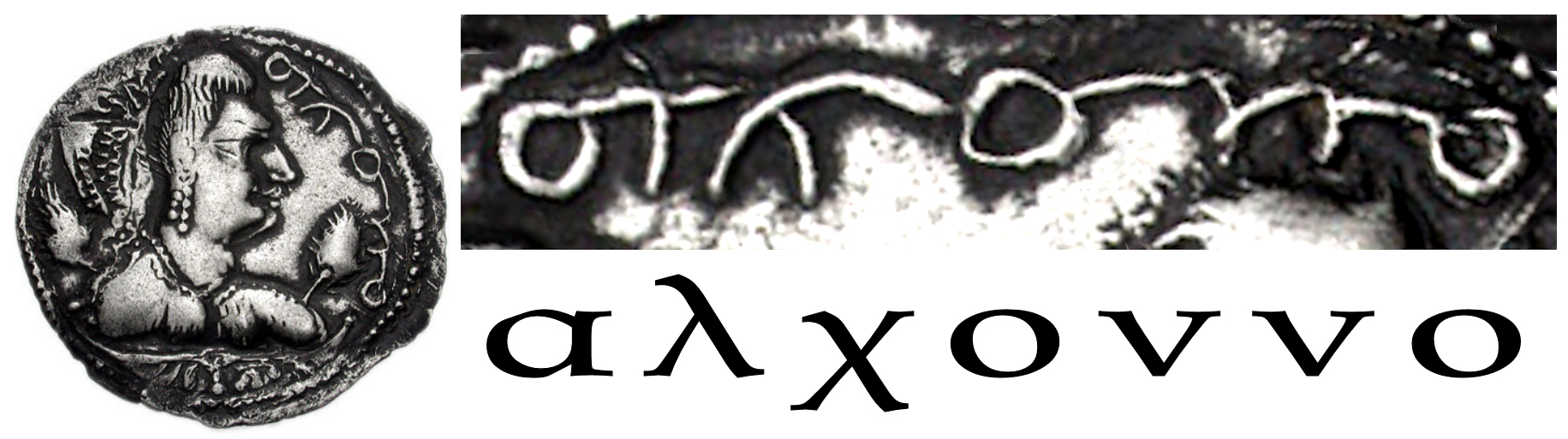
Alkhonno en écriture bactriane sur une monnaie alkhon

Ce groupe est appelé « Hūṇas » dans les sources indiennes et a longtemps été confondu avec les Hephthallites.
Plusieurs de leurs rois (khan) sont décrits dans ces sources, tels que Khiṇgila, son successeur Tora-māṇa et le fils de ce dernier, Mihiragula. Ce dernier a été défait par des maharajas. Après sa mort (entre 542 à 550), une partie des Alkhon indiens sont partis vers l'Afghanistan.
Après avoir consolidé leurs bases en Bactriane orientale, les Alkhon ont commencé leurs échanges diplomatiques avec la Chine en 457 (Dynastie Wei du Nord), contrôlant les routes autour de l'Hindou Kouch auparavant contrôlées par les Kidarites (Kidāras), et contribué à la chute de l'empire Gupta.